# Пульсационная теория горообразования
Пульсационная теория горообразования (Пульсационная гипотеза геотектоники; англ. Pulsation hypothesis) — геотектоническая гипотеза о том, что в процессе эволюции земной коры чередуются эпохи её расширения и сжатия. В течение первых закладывались геосинклинали (что сопровождалось массовыми излияниями лав основного состава), а во время вторых происходили складко- и горообразование.
С фазой сжатия связывали складчатость, надвиги и внедрение кислых интрузий, с фазой расширения — образование трещин в земной коре и излияние по ним лав преимущественно основного состава.

## История и описание
Предложена А. Ротплетцем (Rothpletz A., 1902) как альтернатива гипотезе контракции; причины пульсации объёма Земли первоначально не рассматривались.
Пульсационная гипотеза геотектонического развития Земли была сформулирована как обобщение гипотез контракции (сжатия) и экспансии (расширения) в 1930-е годы в работах В. Г. Бухера и М. М. Тетяева.
М. А. Усов существенно развил общетеоретические представления о пульсационном характере развития Земли в собственной концепции «Геотектонической теории саморазвития материи Земли»..
Основные положения пульсационной теории были сформулированы М. А. Усовым следующим образом:

1. Земля не потому сжимается, что охлаждается, а потому охлаждается, что сжимается.
2. Тело Земли представляет концентрические геосферы, состоящие из всё более тяжёлых с глубиной атомов, которые образовались в этих зонах соответственно физико-химическим условиям, а не распределились по удельному весу, как готовые элементы, в жидкую фазу Земли.
3. Вещество глубоких зон Земли находится в твёрдом агрегатном состоянии, которое, впрочем, отличается от твёрдого состояния земной коры тем, что при уменьшении давления вещество может перейти в жидкое состояние.
4. Совершенно не приходится противопоставлять твёрдую земную кору жидкой пиросфере, а нужно считать, что магма есть историческое образование, появляющееся в связи с тектоническими движениями.

Эту теорию поддерживали геологи В. А. Обручев, С. В. Обручев.
Позже теорию поддержал П. Н. Кропоткин. Наиболее обобщающий вариант гипотезы был разработан Е. Е. Милановским (1978, 1999).